# Uczelnie w Szwajcarii
Uczelnie w Szwajcarii to dwie politechniki federalne, dziesięć uniwersytetów kantonalnych i wyższe szkoły zawodowe (Fachhochschule).

## Politechniki federalne
- École Polytechnique Fédérale de Lausanne (EPFL) w Lozannie
- Eidgenössische Technische Hochschule Zürich (ETHZ) w Zurychu

## Uniwersytety kantonalne
- Uniwersytet Bazylejski (Universität Basel) w Bazylei
- Universität Bern w Bernie
- Universität Freiburg/Université de Fribourg we Fryburgu
- Université de Genève (UNIGE) w Genewie
- Université de Lausanne (UNIL) w Lozannie
- Università della Svizzera italiana(inne języki) w Lugano
- Universität Luzern(inne języki) w Lucernie
- Université de Neuchâtel(inne języki) (UNINE) w Neuchâtel
- Universität St. Gallen (HSG) w St. Gallen
- Universität Zürich w Zurychu

## Szkoły zawodowe
- Berner Fachhochschule(inne języki) (BFH) kantonu Berno składająca się z:
  - Hochschule für Architektur, Bau und Holz (HSB) w Biel i Burgdorf
  - Hochschule für Technik und Informatik (HTI) w Bernie, Biel i Burgdorf
  - Hochschule für Wirtschaft, Verwaltung und soziale Arbeit (HWS) w Bernie
    - Hochschule für Wirtschaft und Verwaltung (HSW) w Bernie
    - Private Hochschule Wirtschaft (PHW) w Bernie
    - Hochschule für Sozialarbeit (HSA) w Bernie

  - Hochschule der Künste w Bernie i Biel
  - Schweizerische Hochschule für Landwirtschaft w Zollikofen
  - Eidgenössische Fachhochschule für Sport Magglingen w Magglingen

- Szkoły zawodowe Szwajcarii włoskiej (Scuola universitaria professionale della Svizzera italiana) (SUPSI)
  - Lugano: Dipartimento di arte applicata; Conservatorio della Svizzera Italiana
  - Manno: Dipartimento di economia e management; Dipartimento di informatica ed elettrotecnica
  - Trevano-Canobbio: Dipartimento di lavoro sociale; Dipartimento delle costruzioni e territorio
  - Fernfachhochschule Schweiz(inne języki) (zaoczna)

- Fachhochschule Nordwestschweiz(inne języki) (FHNW)
  - Hochschule für Angewandte Psychologie
  - Hochschule für Architektur, Bau und Geomatik
  - Hochschule für Gestaltung und Kunst
  - Hochschule für Life Sciences
  - Pädagogische Hochschule
  - Hochschule für Soziale Arbeit
  - Hochschule für Technik
  - Hochschule für Wirtschaft

- Fachhochschule Ostschweiz (FHO) w St. Gallen
  - Hochschule für Technik, Wirtschaft und Soziale Arbeit St.Gallen (FHS)
  - Hochschule für Technik Rapperswil(inne języki) (HSR) w Raperswilu
  - Hochschule für Technik und Wirtschaft (HTW) w Chur
  - Interstaatliche Hochschule für Technik (NTB) w Buchs

- Fachhochschule Westschweiz (Haute Ecole Spécialisée de Suisse occidentale) (HES-SO)
  - HES Santé-Social de Suisse Delemont
  - Hochschule für Wirtschaft we Fryburgu
  - École d'ingénieurs et d'architectes we Fryburgu
  - Institut für Finanz und Management (IFM) w Genewie
  - Ecole d'ingenieurs w Genewie
  - Haute ecole d'arts appliques w Genewie
  - Conservatoire de musique w Genewie
  - Institut d'etudes sociales w Genewie
  - Ecole superieure d'arts visuels w Genewie
  - École d'ingenieurs (agronomes) de Lullier w Jussy
  - Haute école d'arts appliqués du canton de Vaud w Lozannie
  - Conservatoire de musique w Lozannie
  - Haute Ecole de Gestion du canton de Vaud w Lozannie
  - Hotelfachschule Lausanne (EHL) w Lozannie
  - École d'ingénieurs du canton de Neuchâtel w Le Locle
  - Hochschule für Wirtschaft w Neuchâtel
  - École d'ingénieurs de Changins w Nyon
  - Haute école d'arts appliqués du canton de Neuchâtel w La Chaux-de-Fonds
  - Hochschule Wallis (HEVs) w Sion i Sierre
  - École d'ingénieurs du canton de Vaud w Yverdon-les-Bains

- Fachhochschule Zentralschweiz w Lucernie
  - Hochschule für Technik und Architektur (HTA) w Horw koło Lucerny
  - Hochschule für Wirtschaft Luzern (HSW) w Lucernie
  - Hochschule für Soziale Arbeit Lucerna (HSA)
  - Hochschule für Gestaltung und Kunst Lucerna (HGK)
  - Musikhochschule Luzerna

- Zürcher Fachhochschule(inne języki) (do 2008) (ZFH)
  - Hochschule für Angewandte Psychologie w Zurychu (HAP)
  - Hochschule für Gestaltung und Kunst Zürich (HGKZ)
  - Hochschule für Musik und Theater Zürich (HMT) w Zurychu i Winterthur
  - Hochschule für Soziale Arbeit Zürich (HSAZ)
  - Hochschule Wädenswil (HSW) w Wädenswil
  - Hochschule für Technik Zürich (HSZ-T)
  - Hochschule für Wirtschaft und Verwaltung Zürich (HWZ)
  - Pädagogische Hochschule Zürich (PHZH)
  - Zürcher Hochschule Winterthur(inne języki) (ZHWIN)

- Zürcher Fachhochschule (po 2008) (ZFH)
  - Zürcher Hochschule der angewandten Wissenschaften (ZHaW), złożona z HAP, HSAZ, HSW, HSZ i ZHWIN.
  - Zürcher Hochschule der Künste(inne języki) (ZHdK), złożona z HGKZ i HMT.
  - Pädagogische Hochschule Zürich(inne języki) (PHZH), bez zmian.

- Kalaidos Fachhochschule
  - PHW Private Hochschule Wirtschaft (zarządzanie)
  - AKAD Hochschule für Berufstätige (zaoczna)

- Theologisch-Diakonisches Seminar Aarau(inne języki)

## Dalsze szkoły zawodowe
- Pädagogische Hochschule Zentralschweiz(inne języki) (PHZ) w Luzern, Schwyz i Zug
- Hochschule für Pädagogik und Soziale Arbeit beider Basel (HPSA-BB)
- Pädagogische Hochschule Bern (PHBern) w Bernie
- Pädagogische Fachhochschule Graubünden w Chur

## Uczelnie prywatne
- Universität Educatis
- International Institute for Management Development w Lozannie
- Schiller International University (Leysin i Engelbergu)
- Webster University Geneva(inne języki) w Genewie